# Semaeopus atridiscata
Semaeopus atridiscata là một loài bướm đêm trong họ Geometridae.